# Sterculia hewittii
Sterculia hewittii är en malvaväxtart som beskrevs av Ridley. Sterculia hewittii ingår i släktet Sterculia och familjen malvaväxter. Inga underarter finns listade i Catalogue of Life.